# Biškupci
Biškupci is een plaats in de gemeente Velika in de Kroatische provincie Požega-Slavonië. De plaats telt 359 inwoners (2001).